# Théo Scholten (Fußballspieler)
Théo Scholten (* 4. Januar 1963 in Luxemburg) ist ein ehemaliger luxemburgischer Fußballspieler.

## Karriere

### Verein
Scholten spielte zwischen 1983 und 1999 für FC Aris Bonneweg, Jeunesse Esch, den Avenir Beggen und CS Grevenmacher. Mit Jeunesse gewann er insgesamt drei und mit Avenir Beggen zwei luxemburgische Meisterschaften. Zudem wurde er mit Jeunesse und Grevenmacher je einmal und mit Beggen dreimal Pokalsieger.
1989 war er mit 21 Treffern gemeinsam mit Armin Krings und Markus Krahen Torschützenkönig der Nationaldivision. Mit 419 Einsätzen in der Nationaldivision liegt er in der Rangliste der meisten Spiele in Luxemburgs höchster Spielklasse hinter Jonathan Joubert,  Denis Scuto und René Peters an vierter Stelle. 1994 wurde er zum Fußballer des Jahres in Luxemburg sowie von der lothringischen Zeitung Le Républicain Lorrain zum Monsieur Football gewählt.

### Nationalmannschaft
Zwischen 1984 und 1990 absolvierte Scholten 21 Länderspiele für die luxemburgische Nationalmannschaft, in denen er ohne Torerfolg blieb. 
Sein erstes Spiel bestritt er am 9. Juni 1984 bei der 1:2-Niederlage im Freundschaftsspiel gegen Portugal.
Seinen letzten Einsatz hatte er am 28. März 1990 im Freundschaftsspiel gegen Island, das ebenfalls mit einer 1:2-Niederlage der Luxemburger endete.

## Erfolge
- Luxemburgischer Meister: 1985, 1987, 1988, 1993 und 1994
- Luxemburgischer Pokalsieger: 1988, 1992, 1993, 1994 und 1998
- Fußballer des Jahres in Luxemburg: 1994
- Monsieur Football: 1994
- Torschützenkönig Nationaldivision: 1989